# Божидар Петрович
Божидар Бошко Петрович (серб. Божидар Петровић / Božidar Petrović, нар. 7 квітня 1911, Бела-Паланка  — пом. 12 липня 1937, Вільянуева-де-ла-Каньяда) — югославський футболіст і льотчик. Учасник Громадянської війни в Іспанії у складі республіканської армії. Збив не менше п'яти літаків супротивника. Загинув під час повітряного бою поблизу Брунете. 

## Клубна кар'єра
Є вихованцем футбольного клубів БАСК (Белград) і БУСК (Белград). З 1932 по 1934 рік грав у команді «Воєводина» з міста Новий Сад.
В 1934 році приєднався до клубу «Югославія». З командою був срібним призером чемпіонату Югославії 1934—35 року, а у 1936 році став володарем кубка Югославії. «Югославія» у фіналі двічі перемогла «Граджянскі» 2:1 і 4:0, а Петрович зробив хет-трик у другій грі. У 1939 році виграв ще одне кубкове змагання, що носило назву Зимовий кубок. У фіналі «Югославія» переграла клуб Славія (Сараєво) 5:1, 0:0.
1934 року зіграв свій єдиний матч в офіційних змаганнях у складі національної збірної Югославії у грі проти Чехословаччини (2:3).

## Військова кар'єра
Після школи навчався в Белграді на юриста. Тоді ж вступив до комуністичної партії. 
Після завершення навчання, вступив до ВПС Югославії, після чого був відправлений до школи пілотів, яку закінчив у квітні 1936 року. Літав на літаках Avia BH-33 і Hawker Fury.
З початком Громадянської війни в Іспанії вирішив добровольцем вступити до республіканських військово-повітряних сил. За підтримки комуністичної партії отримав підроблений паспорт на ім'я Фернандеса Гарсії. Прибув до Іспанії 25 грудня 1936 року й разом з другом Сретеном Дудичем був відправлений до школи пілотів в Альбасете. Після її закінчення обидва були відправлені до берегової охорони авіабази біля Валенсії, оснащеної літаками Breguet 19. 14 лютого 1937 року Дудич загинув, а Петрович зазнав поранення в коліно. 
Після нетривалого перебування в лікарні, виконував різні завдання на радянському літаку АНТ-40. Після чого подав заявку на керування винищувачем. Закінчивши навчання в Картахені, влітку 1937 року брав участь в обороні Мадрида. Самостійно збив п'ять літаків противника і ще три у спільних операціях. 12 липня загинув під час великої повітряної битви. Його брад Добре в той день перебував на аеродромі і, дізнавшись про загибель брата, попросився на його місце. 
23 травня 1959 року югославська футбольна асоціація розмістила на честь Божидара Петровича меморіальну дошку поблизу стадіону футбольного клубу «Партизан».